# Pleurophascum grandiglobum
Pleurophascum grandiglobum är en bladmossart som beskrevs av Lindberg 1875. Pleurophascum grandiglobum ingår i släktet Pleurophascum och familjen Pleurophascaceae. Inga underarter finns listade i Catalogue of Life.